# Zelena gradnja
Zelena gradnja odnosi se na cjelokupni proces osmišljavanja, projektiranja, uporabe i održavanja temeljen na principu održivosti, a sustavom međunarodnih certifikata ocjenjuje se njihova izvedba sa strane mnogih aspekata. 
Ti aspekti mogu biti: koliko je dobro iskorišten građevinski prostor, zbrinjavanje otpada, potrošnja vode, povezanost sa susjedima te servisima koje korisnici mogu koristiti. Aspekti se odnose i na krajobraz, interijer, efikasnost potrošnje energije, ugodnost atmosfere. Cilj je stvoriti ambijent koji je korisnicima ugodan, ne bazira se sve na samoj uštedi energije. Važna stavka su i materijali koji se koriste, emisija stakleničkih plinova i korištenje obnovljivih izvora energije. 
Moglo bi se reći, zelena gradnja odnosi se na cjelokupnu funkcionalnost objekta kroz njegovo cijelo životno razdoblje. Ušteda energije predstavlja najbolji način smanjenja emisije stakleničkih plinova, no dobro projektirane i održavane zelene zgrade idu i dalje od toga. Naime, zelene zgrade općenito privlače veći broj potencijalnih kupaca, bolje su popunjene i više vrijede. Sličan pojam je prirodna gradnja koja se od zelene razlikuje po tome što se više fokusira na korištenje materijala u gradnji koji su lokalno dostupni, ne nužno na uštedu energije.

## Smanjenje utjecaja na okoliš
Globalno gledajući, zgrade su zaslužne za veliki udio u ukupnoj potrošnji energije, električne struje, vode i materijala. Građevinski je sektor stoga u mogućnosti jako utjecati na smanjenje emisije CO2. Zgrade su zaslužne za 18% od ukupno emitiranog ugljičnog dioksida u novije vrijeme, odnosno oko 9 milijardi tona CO2 godišnje. Zelena gradnja upravo nastoji riješiti taj problem. Budući da sama izgradnja nikada nije dobra za okoliš, niti jedna se zgrada po tom pitanju ne može nazvati zelenom. Stoga se potiče da sama zgrada bude što manja i da samim time što manje utječe na okoliš. Također, potiče se gradnja što bliže centru grada, odnosno izbjegava se širenje urbanog područja, čak i ako je izgradnja ekološki prihvatljiva i učinkovita. Zgrade zauzimaju veliki udio kopnenog područja Zemlje, primjerice u SAD-u zauzimaju čak 430 000 km². Međunarodna agencija za energiju (IEA – [International Energy Agency) tvrdi da su postojeće građevine odgovorne za 40% svjetske potrošnje primarne energije i 24% ukupno emitiranog ugljičnog dioksida,

## Ciljevi zelene gradnje
Koncept održivog razvoja potječe još od 1960-ih, odnosno energetske krize (krize fosilnih goriva) i globalnog osvještavanja o negativnom utjecaju na okoliš. Knjiga „Tiho proljeće“ autorice Rachel Carson  objavljene 1962., smatra se začetkom razvoja ideje zelene izgradnje. Pokret zelene gradnje proizašao je iz želje i ideje o većoj energetskoj učinkovitosti i manjem utjecaju na okoliš. Mnogi su motivi za zelenu gradnju, među kojima je ekološko i socijalno unaprjeđenje. Novije metode pokušavaju uz dobru izgradnju uključiti i inovativni dizajn, dakle kao svoj cilj žele stvoriti sinergiju između ta dva aspekta koji ju čine još izazovnijom. Način gradnje podrazumijeva cijelu paletu metoda i tehnika kojima se ostvaruju sami ciljevi zelenih zgrada. To uključuje korištenje obnovljivih izvora, npr. korištenje solarne fotonaponske energije te bilja i drveća za zelene krovove, koji su s jedne strane iznimno dobar toplinski izolator, a s druge strane doprinose očuvanju okoliša koristeći prirodne materijale umjesto skupih crijepova. Postoje i druge metode među kojima je korištenje ekoloških materijala umjesto nekih drugih konvencionalnih kao što je armirani beton. Također je važno za napomenuti da iako je cilj zelene gradnje uvijek isti, sam način izgradnje može se lokalno uvelike razlikovati. Što se estetike tiče, cilj je stvoriti harmoniju s prirodom, i to na način da se pokuša imitirati priroda koja okružuje zgradu. To se može postići, primjerice, korištenjem autentičnih, lokalnih materijala.

## Energetska učinkovitost
Temelji svake građevine stvaraju se još u fazi projektiranja i konstruiranja. Projektiranjem najviše utječemo na životni vijek i cijenu izgradnje. U projektiranju je cilj stvoriti zgradu koja će imati što manji utjecaj na okoliš. Raznolikost materijala i načini rješavanja projektnih problema rezultira mnoštvu različitih građevina zbog čega niti jedna nije ista i svaka je zasebna priča. Zato je to izuzetno kompleksan posao. Smanjenje potrošnje energije kod zelene izgradnje sastoji se od uštede ne samo u njenom korištenju već i u fazi izgradnje, dakle transporta, instalacije, itd. Ušteda se traži i u napajanju potrebne opreme još u ranim fazama gradnje. Primarna ideja je koristiti što više energije iz same zgrade, dakle ne preferira se nikakva dobava energije iz vanjskih izvora, naravno ako je to moguće. To se prvenstveno odnosi na grijanje. Cilj je izlaz zraka iz zgrade svesti na što je moguće nižu razinu. Jedan od načina na koji to postaje moguće su kvalitetni prozori, što bolja izolacija zidova, stropova i podova. Nadalje, pasivna solarna arhitektura je također od velikog značaja. Naime, takve zgrade same djeluju ujedno kao sunčev kolektor i spremnik topline. Ovakav način korištenja Sunčeve energije je vrlo učinkovit i jeftin, jer nije potrebna nikakva dodatna oprema. Takve građevine nisu nužno skuplje od drugih, a razlog je taj da te građevine svoju svrhu temelje na pametnom dizajnu i projektiranju, a ne na nekim drugim skupim tehnologijama. Rezultat ovih zgrada je smanjenje potrošnje energije za grijanje i do 90%. Pasivna solarna energija je daleko učinkovitija i puno jeftinija od aktivnih solarnih sustava, jer za početak nije potrebno kupiti nikakvu opremu. Negativni aspekt ovoga je taj, da pasivna zgrada postaje pasivna još u fazi gradnje, odnosno teško je, ako ne i nemoguće, već dovršenu zgradu pretvoriti u takvu. Ukratko, neke od pametnih ideja su da dobra orijentacija prozora može dobro pridonijeti osvjetljavanju unutrašnjosti. Drveće ispred prozora doprinosi na način da ljeti tvori sjenu kojom se unutrašnjost štiti od jakih sunčevih zraka, a zimi ih propušta u prostoriju. Postoje i mogućnosti da se u kompleks zgrade instaliraju solarni paneli, manje hidroelektrane ili vjetroelektrane, no to nije toliko popularno ponajviše zbog velikih troškova.

### Potrošnja vode
Najvažniji cilj pametne gradnje što se vode tiče je dakako smanjenje njene potrošnje, ali i poboljšanje njene kvalitete (zelena gradnja ne odnosi se samo na razne oblike uštede, već i na poboljšanje kvalitete života). Glavni problem kod potrošnje vode je taj, da je u mnogim područjima potrošnja vode veća od njene zalihe. Postoje mnogi načini uštede potrošnje vode. Neki od njih uključuju filtriranje otpadne vode (od tuširanja ili WC-a) i korištenje te vode u svrhu, primjerice, pranja automobila. Za to treba ugraditi i sustav za filtriranje koji komplicira vodoopskrbni sustav zgrade i predstavlja određeni trošak. Smanjenje otpadnih voda može se postići ugradnjom vodokotlića koji otpuste manje vode od običnih. Također, korištenje tuševa koji imaju manji protok može smanjiti potrošnju vode. Dobar primjer pametnog gospodarenja vodom je Philadelphia Comcast Center. Naime, ta zgrada, uz ostala pametna rješenja, koristi vodenu paru umjesto vode u svrhu grijanja. Valja napomenuti da je spomenuta zgrada ujedno najviša zgrada u Philadelphiji sa svojih 297 metara i 58 katova.

### Materijali u zelenoj gradnji
Neki od 'zelenih' materijala su: bambus i slama (vrsta bilja koje brzo raste, dakle mala je opasnost od presušivanja njihove šume), dimenzijski kamen (kamen koji je oblikovan prema specifičnim dimenzijama, čime smanjujemo nepotrebnu potrošnju materijala), reciklirani kamen i metal, te ostali materijali koji se mogu reciklirati i ponovno koristiti. Agencija za zaštitu okoliša SAD-a (EPA - United States Environmental Protection Agency) predlaže korištenje industrijskih ostataka, primjerice produkata izgaranja, pijeska koji se koristio kao kalup za lijevanje i raznih ostataka ruševina kao materijal za izgradnju.

### Unutrašnjost zelenih zgrada
Prema LEED certifikatu, unutrašnjost zelenih zgrada jedan je od pet aspekata koje taj certifikat vrednuje. Sastoji se od tri stavka: kvaliteta zraka u zgradi, grijanje i osvijetljenost. Što se kvalitete zraka tiče, važno je svesti na minimum količinu hlapljivih organskih spojeva i ostalih nečistoća, kao što su razni mikrobi u zraku. Kvalitetniji zrak se postiže prvenstveno dobro projektiranim sustavom ventilacije u zgradi, koji može biti prirodan ili mehanički. Važno je da su prostorije napravljene od materijala koji ne sadrži hlapljive organske spojeve jer to doprinosi čistoći zraka. Mnogi preparati koje ljudi koriste za čišćenje domova sadrže spojeve koji onečišćuju zrak, te se nastoji smanjiti njihova upotreba. Od velike važnosti je kontrola vlage u prostoriji. Vlažne prostorije su pogodne za razvoj plijesni, bakterija i virusa koji narušavaju kvalitetu života. Jako je važna ventilacija, pogotovo u prostorijama u kojima je relativna vlažnost zraka veća kao što je kupaonica i kuhinja. Redovito prozračivanje je također nužno. Prašina predstavlja još jedan problem. Preporuča se što manje korištenje tepiha jer oni prikupljaju prašinu koja se svako malo ponovno vraća u zrak i izrazito nepogodno djeluje na ljude s alergijama i astmom. Zato je drvena površina najbolja po tom pitanju jer njena glatka struktura ne doprinosi prikupljanju prašine. Drvena površina može i apsorbirati vlagu te je dobra i po tom pitanju.

### Korištenje i održavanje
Koliko god zgrada bila dobro napravljena, ako se s njom ne upravlja pametno i ne održava se, sve njene pogodnosti nestaju. Zapošljavanjem osoblja koje će se brinuti o zgradi i održavati ju možemo riješiti ovaj problem. Ključ pametnog upravljanja zgradom je upoznavanje osoblja s karakteristikama zgrade i osvještavanje o važnosti očuvanja okoliša. 

### Smanjenje utjecaja na električnu mrežu
Električna mreža je dimenzionirana prema maksimalnoj potrošnji. Zelenom gradnjom često se potrošnja električne energije smanji, no teško je utjecati na njenu maksimalnu potrošnju. Pametnim upravljanjem zgradom i njenom dobro isplaniranom gradnjom može se smanjiti maksimalna potrošnja električne energije čime postižemo još veće uštede. To se postiže dobrom orijentacijom, izolacijom, dobrim rješenjima što se tiče skladištenja energije i općenito štedljivim načinom života korisnika zgrade.

## Trošak i isplatljivost
Trošak je jedan od najvećih problema koji ističu kritičari. Fotonaponske članke i ostale moderne tehnologije su izrazito skupe. Pozitivna mišljenja najviše su osnovana na tome da zelena gradnja smanjuje emisiju stakleničkih plinova. Najčešće problem nastaje zbog toga što investicijski trošak nažalost stavlja u sjenu uštedu na računima koji postaju utjecajniji kroz godine. Dobre strane su i u povećanoj produktivnosti radnika koji rade u zelenim zgradama. Poboljšana kvaliteta zraka, zdravija atmosfera i bolje osvjetljenje utječu na bolju produktivnost zaposlenih. Radnici u SAD-u provode i do 90% svojeg radnog vremena u prostorijama, stoga nije čudno da zdravija atmosfera pridonosi njihovom učinku. Istraživanja su pokazala da u periodu od 20 godina zelene zgrade isplate i do 7$ po četvornom metru od investicije. Nadalje, istraživanja pokazuju da zelenom gradnjom zgrade dobivaju na vrijednosti i predstavljaju manji rizik kad se u njih investira. 

## LEED certifikat
LEED (Leadership in Energy and Environmental Design) certifikat najpoznatiji je način vrednovanja zgrada s aspekta zelene gradnje. Koristi se u cijelom svijetu. Sastoji se od 5 glavnih stavaka: dizajn i konstrukcije zgrade, dizajn i konstrukcija interijera, upravljanje i održavanje zgrade, razvoj okoliša/susjedstva, obiteljske kuće. Po tom certifikatu jedna od 'najzelenijih' zgrada na svijetu je Philip Merrill Environmental Center. Zgrada je dobila ime po Philipu Merrillu, američkom diplomatu i filantropu. Nalazi se u Annapolisu, Maryland. 

## Zelena gradnja u Hrvatskoj
S obzirom na izuzetnu važnost energetske učinkovitosti u zgradarstvu, ona je temelj aktualne regulative Europske unije, pa tako i Hrvatske kao njene članice. Međunarodni certifikati za zelenu gradnju, koji osim energetske učinkovitosti prate i brojne druge aspekte u graditeljstvu, nisu zakonom propisani certifikati u Hrvatskoj, dok se u nekim europskim zemljama razmatra njihovo implementiranje kao dokaz o prihvaćanju obaveznog standarda gradnje temeljenog na zelenim principima. Države članice EU osiguravaju da: nakon 31. prosinca 2018. nove zgrade u kojima su smještena tijela javne vlasti odnosno koje su u vlasništvu tijela javne vlasti budu zgrade približno nulte energije i da do 31. prosinca 2020. sve nove zgrade budu zgrade približno nulte energije. I Hrvatska je dakle obvezana poštovati ove rokove.

## Važnost zelene gradnje
Čovječanstvu klimatske promjene sve više i više predstavljaju glavni problem s kojim se suočava. Znanstveno je potvrđeno da su ljudi uzrok klimatskih promjena i naša je zadaća spriječiti daljnje pogoršanje. Zato zelena gradnja postaje nužnost u projektiranju novih zgrada. Emisije fosilnih goriva su posljedica, uz transport i industriju, i zgradarstva. Zato je očito da ako razvijamo energetsku učinkovitost u zgradama, da uvelike pomažemo borbi protiv klimatskih promjena. Zelena je gradnja odličan primjer kako se inovacijama koje su posljedica znanstvenih istraživanja i razvoja, može na relativno lagan način doprinijeti očuvanju okoliša. Zelena gradnja unaprijeđuje građevinski sektor i razvijanjem takvog načina gradnje doprinosimo i rastu BDP-a, broju zaposlenih i održivom razvoju. Raste vrijednost samih zgrada, jer većom učinkovitošću one dobivaju na vrijednosti, time se privlače ulagači i zgradama raste kupoprodajna vrijednost.